# LaVelle Smith
LaVelle Smith est un danseur et chorégraphe américain connu pour avoir travaillé avec Michael Jackson, En Vogue, les Rolling Stones, Diana Ross, Janet Jackson et Beyoncé Knowles.
Smith a gagné 5 fois le MTV Video Award de la meilleure chorégraphie.
Il a fait ses études au Youth Performing Arts School à Louisville (Kentucky), puis il déménage à Chicago pour faire partie d'une troupe de danse nommée Giordano Jazz Dance Chicago.
LaVelle a été entre autres le chorégraphe du moyen métrage Ghosts en 1996, et de la troupe Thriller - Live en 2007.
Ses plus grands succès de clips musicaux sont My Lovin (1992), Free Your Mind (1993), Whatta Man (1994) avec En Vogue, Scream (1995) avec Michael Jackson et Janet Jackson, Crazy in Love (2003) avec Beyoncé.

## Principaux travaux
- 2010 : The Brits Hits 30
- 2009 : Move Like Michael Jackson
- 2007 : Thriller – Live
- 2006 : Destiny's Child :Live in Atlanta
- 2003 : Crazy in Love
- 2000 : Coyote Girls
- 1997 : Ghosts
- 1995 : Scream
- 1996-97 : HIStory World Tour
- 1994 : Whatta Man
- 1993 : Free Your Mind
- 1992 : My Lovin
- 1992-93 : Dangerous World Tour
- 1990 : Rhythm Nation World Tour
- 1987-89 : Bad World Tour